# Argostemma reptans
Argostemma reptans är en måreväxtart som beskrevs av Henry Nicholas Ridley. Argostemma reptans ingår i släktet Argostemma och familjen måreväxter. Inga underarter finns listade i Catalogue of Life.